# سيندي نيلسون
سيندي نيلسون (بالإنجليزية: Cindy Nelson)‏ هي متزحلقة أمريكية، ولدت في 19 أغسطس 1955 في Lutsen Township, Cook County, Minnesota ‏ في الولايات المتحدة.

## وصلات خارجية
- سيندي نيلسون على موقع الاتحاد الدولي للتزلج (التزلج على المنحدرات الثلجية) (الإنجليزية)
- سيندي نيلسون على موقع اللجنة الأولمبية الدولية (الإنجليزية)
- سيندي نيلسون على موقع أوليمبيديا (الإنجليزية)